# Irakli Kvekveskiri
Irak'li K'vek'vesk'iri (in georgiano ირაკლი კვეკვესკირი?; Ochamchire, 12 marzo 1990) è un calciatore georgiano, centrocampista del Fakel Voronež.